# Roger Mayweather
Roger Mayweather (Grand Rapids, Míchigan, 16 de mayo de 1961-Las Vegas, 17 de marzo de 2020)fue un boxeador estadounidense. Ganó dos títulos mundiales en dos categorías de peso. A lo largo de su carrera, Mayweather peleó contra muchos otros campeones de boxeo de los años ochenta y noventa.
Formó parte de la familia de boxeadores Mayweather; sus hermanos son el exboxeador del peso wélter Floyd Mayweather Sr. y el excampeón de super peso pluma IBO (Organización Internacional de Boxeo) Jeff Mayweather. Su sobrino, e hijo de Floyd Sr., Floyd Mayweather, Jr., fue campeón mundial en cinco divisiones. Precisamente Roger fue el entrenador de su sobrino.

## Invicto

### Peso ligero Junior y Peso ligero
Mayweather, que fue 64-4 como amateur, hizo su debut en el boxeo profesional el 29 de julio de 1981 contra Andrew Ruiz. Mayweather ganó por K.O. técnico en el primer asalto. En su décima tercera pelea, Mayweather venció a Rubén Muñoz Jr. Para ganar el título de peso ligero (135 libras) USBA.
Después de mejorar su récord a 14-0, Mayweather ganó una disputa al título el 19 de enero de 1983, contra el campeón de la AMB (Asociación Mundial de Boweo) de peso súper pluma (130 libras), Samuel Serrano. Serrano llegó a la pelea con un récord de 49-3-1 y había perdido sólo una vez desde que ganó el título en 1976. Sin embargo, Mayweather venció a Serrano por K.O. técnico en el octavo asalto y terminó con la carrera de Serrano.
Mayweather hizo dos defensas exitosas del título (contra Jorge Alvarado y Benedicto Villablanca), pero luego su primera derrota llegó cuando fue noqueado en el primer asalto por Rocky Lockridge, el 22 de febrero de 1984.
Mayweather ganó el título súper pluma de la USBA (Federación Internacional de Boxeo) cuando derrotó a Kenny Baysmore (derrotado por primera vez) por K.O. técnico en el tercer asalto. Así, Mayweather ganó la oportunidad de pelear contra el campeón del CMB (Consejo Mundial de Boxeo) peso ligero junior y futura leyenda Julio César Chávez, el 7 de julio de 1985. Aunque Mayweather ganó el primer asalto en las tarjetas de los jueces, fue derribado dos veces el segundo asalto y perdió por K.O. técnico.
El 28 de noviembre de 1986, Mayweather venció a Sammy Fuentes por el título ligero del
CMB Continental de las Américas. En su próxima pelea, el 28 de marzo de 1987, Mayweather peleó contra Pernell Whitaker por el título ligero de la NABF (Federación de Boxeo Norteamericana). Mayweather fue derribado en el primer asalto, pero él derribó Whitaker en el noveno. Whitaker ganó por decisión unánime.

### Peso wélter ligero Junior
Después de que Mayweather subiese a la división de peso wélter junior (140 libras), luchó contra el campeón del CMB peso wélter junior, René Arredondo, el 12 de noviembre de 1987. Mayweather estaba ganando en las tarjetas de los jueces cuando derribó a Arredondo tres veces en el sexto asalto para ganar el combate por K.O. Técnico.
Mayweather hizo cuatro defensas exitosas del título antes de su encuentro con el campeón mexicano Julio César Chávez de nuevo el 13 de mayo de 1989. Antes de esta pelea, Mayweather estaba siendo llamado por varios periodistas de boxeo como "El asesino mexicano", debido a sus numerosas victorias ante boxeadores mexicanos de los últimos años. Chávez aún estaba invicto y, con un récord de 63-0, fue una leyenda en ascenso. Mayweather se retiró del combate después de 10 asaltos por el daño causado por Chávez.
El 5 de abril de 1990, Mayweather ganó el título de peso superligero de la AMB ante Ildemar Paisan. Más tarde, el 7 de diciembre de 1991, luchó contra Rafael Pineda por la vacante al título de la FIB peso wélter junior pero perdió por K.O. en el noveno asalto.
El 14 de marzo de 1993, Mayweather venció al excampeón de peso ligero AMB, Livingstone Bramble, por K.O. técnico en el quinto asalto. Bramble había derrotado a Ray 'Boom Boom' Mancini dos veces anteriormente por el título a mediados de la década de 1980.
El 28 de mayo de 1994, Mayweather derrotó a Eduardo Montes por el título IBO peso wélter ligero por K.O. en el tercer asalto. Menos de tres semanas más tarde, derrotó también a Marco Antonio Ramírez en el tercer asalto por K.O. Técnico (TKO).

### Peso wélter
En su próxima pelea, contra Johnny Bizzarro el 4 de agosto de 1994, Mayweather ganó el título de la IBO de peso wélter (147 libras) por decisión unánime. Más tarde, defendió el cinturón en 1995.
El 25 de junio de 1995, Mayweather se enfrentó a Kostya Tszyu por el título de la FIB peso wélter junior. Tszyu ganó por decisión unánime.
Mayweather ganó su último título (título de la IBA de peso wélter) el 12 de marzo de 1997, cuando derrotó a Carlos Miranda en el asalto 12 por K.O. técnico. En la última pelea de Mayweather, el 8 de mayo de 1999, Roger salió victorioso por decisión mayoritaria sobre Javier Francisco Méndez. Terminó su carrera con un total de nueve títulos en cuatro categorías de peso.

## “Black Mamba”
Cuando se le preguntó acerca de su apodo, Roger dijo:
"Es curioso, porque quería un apodo que no fuera común. Un día, cuando estaba haciendo zapeo, me encontré con un canal que muestra diversos reptiles, y estaban mostrando la mamba negra, uno de las serpientes más mortales del mundo. Me encantó la forma en que la mamba ataca de forma muy silenciosa, pero cuando te muerde, sólo con un ataque el veneno está en ti. Eso me recordaba a mí mismo."

## Carrera como entrenador
Cuando Floyd Mayweather, Jr. se convirtió en profesional en 1996, Roger volvió su atención lejos de su carrera como boxeador y se centró en ser su entrenador. Roger le entrenó hasta principios de 1998, cuando Floyd Mayweather Sr. fue liberado de prisión y se convirtió en su nuevo entrenador. Sin embargo, poco después de que Floyd Mayweather, Jr. derrotase a Gregorio Vargas, el 18 de marzo de 2000, despidió como entrenador a su padre, Floyd Mayweather Sr., y contrató de nuevo a su tío Roger.

## Controversias
Mayweather fue detenido el agosto de 2009 en Las Vegas por presuntamente atacar a una de sus exboxeadoras, Melissa St. Vil. Mayweather la golpeó presuntamente varias veces en las costillas, luego trató de estrangularla, lo que le hizo escupir sangre cuando llegó la policía. En la serie de HBO 24/7, Mayweather admitió intentar asfixiar a St. Vil en un esfuerzo por retenerla, pero negó haberla golpeado físicamente.

## Fallecimiento
Mayweather murió el 17 de marzo de 2020 en Las Vegas, Nevada, a los 58 años, después de años de deterioro de la salud.  Floyd habló sobre la salud de Roger en 2015 y cree que el boxeo es la causa principal.
No especificó la causa, pero dijo que la “salud de su tío le estaba fallando durante varios años”.  Roger Mayweather tenía una serie de problemas de salud a largo plazo, incluida la diabetes.
"Mi tío Roger Mayweather ha perdido mucha memoria del deporte del boxeo, solo tiene 50 años, pero parece que es un anciano de 80 años".  dijo Floyd.